# Гюнтер Ней
Гюнтер Ней (нім. Günter Ney; 27 березня 1922, Берлін — 11 лютого 1944, Атлантичний океан) — німецький офіцер-підводник, один із наймолодших командирів підводних човнів, оберлейтенант-цур-зее крігсмаріне.

## Біографія
1 грудня 1939 року вступив в крігсмаріне. Після тривалої підготовки в серпні 1942 року призначений вахтовим офіцером 8-ї флотилії підводних човнів і 7-го дивізіону вивчення будови підводних човнів. В січні-липні 1943 року — 1-й вахтовий офіцер підводного човна U-431. В липні-серпні 1943 року пройшов курс командира підводного човна. З 16 серпня 1943 року — командир U-283. 13 січня 1944 року вийшов у свій перший і останній похід. 11 лютого човен був Північній Атлантиці південно-західніше Фарерських островів (60°45′ пн. ш. 12°50′ зх. д.) глибинними бомбами канадського бомбардувальника «Веллінгтон». Всі 49 членів екіпажу загинули. Ней став наймолодшим командиром підводного човна, який загинув в Другій світовій війні.

## Звання
- Кандидат в офіцери (1 грудня 1939)
- Фенріх-цур-зее (1 листопада 1940)
- Оберфенріх-цур-зее (1 листопада 1941)
- Лейтенант-цур-зее (1 квітня 1942)
- Оберлейтенант-цур-зее (1 грудня 1943)

## Нагороди
- Нагрудний знак підводника (9 лютого 1943)
- Залізний хрест 2-го класу (30 березня 1943)